# Albert Vainștein
Albert Vainștein (altă variantă de nume Weinstein; n. 21 ianuarie/2 februarie 1892, Briceni, Imperiul Rus – d. 15 aprilie 1970, Moscova, RSFS Rusă, URSS; în rusă Альберт Вайнштейн) a fost un evreu basarabean, economist, statistician și bibliograf sovietic. A fost unul din fondatorii școlii rusești de analiză economico-matematică și cliometrie.

## Biografie
S-a născut în târgul Briceni (acum oraș și centru raional din Republica Moldova) din ținutul Hotin, gubernia Basarabia a Imperiului Rus, în familia unui medic la spitalul evreiesc din localitate. În 1898 familia s-a mutat la Moscova. După absolvirea gimnaziului în 1910 intră la Departamentul de Matematică al Facultății de Fizică și Matematică a Universității din Moscova, fiind în acea perioadă și profesor la domiciliu al copiilor tenorului Leonid Sobinov. După absolvirea universității în 1914 cu o diplomă de gradul I continuă studiile la departamentul economic al Institutului Comercial din Moscova, pe care l-a absolvit în 1917. Și-a început cariera științifică în laboratorul aerodinamic al lui Nikolai Jukovski.
În anii 1918-1923 activa la departamentul de statistică al Consiliului Economic de Stat din Moscova și la direcția economică a Departamentului de Economie Agricolă și Lucrări de Planificare al Comisariatului Popular pentru Agricultură, apoi între 1923-1928 consultant și director adjunct al nou-înființatului Institut al pieței Comisariatului Popular de Finanțe al URSS, condus de Nikolai Kondratiev; între anii 1929-1930 cercetător principal în departamenntul de statisticilor și comerț exterior al Institutului. De asemenea, a fost angajat în activități de cercetare la Institutul de Cercetare Științifică a Economiei și Politicii Agricole de la Academia Timiriazev.
Primele lucrări științifice ale lui Weinstein au fost dedicate problemelor economiei și statisticii matematice în agricultură. În anii Noii Politici Economice (NEP), au fost publicate primele sale monografii, dintre care cele mai importante sunt „Impozitarea și plățile țărănimii în perioada prebelică și revoluționară” (1924) și „Evoluția randamentului cerealelor în Rusia înainte de război și perspectivele pentru dezvoltarea sa în viitor” (1927). A devenit unul dintre primii interpreți interni ai metodei de prognozare a situației pieței, numit „barometru economic”, a fost preocupat, de asemenea, de aplicarea metodologiei de analiză armonică la studiul periodicității și prognozării proceselor oscilatorii în economie. Interesele sale de cercetare din acei ani au inclus studiul economiei ciclice de piață a NEP, tendințele pieței și metodele de reglementare conștientă a proceselor economice în conformitate cu schema „piață plus plan”, precum și analiza economiei naționale operaționale și pe termen lung.
A fost arestat pentru prima dată în 1930, împreună cu un număr de alți reprezentanți proeminenți ai științei economice (Nikolai Kondratiev, Aleksandr Ceaianov, Leonid Iurovski) pentru cazul „Partidului Țărănesc al Muncii”. A fost exilat la Alma-Ata, unde a lucrat ca consultant în cadrul Comitetului de Planificare de Stat al RSS Kazahă, dar în 1933 a fost reabilitat. La întoarcerea la Moscova, a predat matematică și statistici la mai multe instituții de învățământ superior, a continuat cercetarea aplicată la institutele științifice ale Comisariatului Popular al Industriei Alimentare.
A fost din nou arestat, în 1937 (Marea Epurare). După aceasta, fiul său, viitorul radiofizician Lev, la admiterea în institut a fost obligat să scrie o renunțare scrisă față tatăl său, ca oponent al regimului sovietic. A fost arestat pentru a treia oară, în 1941 și condamnat la 8 ani de muncă în lagăre de înaltă securitate; a petrecut această perioadă în regiunea Karaganda. După eliberarea sa în 1949, a fost lăsat în Karaganda pentru o locuire pe tot parcursul vieții. Reabilitarea finală a avut loc în 1957.
A revenit la Moscova în 1957, dedicându-se în totalitate lucrărilor de cercetare. Deja în 1960, Weinstein și-a finalizat importanta lucrare „Bogăția poporului și acumularea economică națională în Rusia pre-revoluționară”, iar în anul următor și-a susținut disertația de doctorat, și din 1962, a devenit profesor. La Institutul Central de Economie și Matematică al Academiei de Științe a URSS, a devenit unul dintre principalii teoreticieni, alături de Leonid Kantorovici, Vasili Nemcinov, Viktor Novojilov, Aleksandr Lurie. De asemenea, a predat la Institutul Economic și Industrial, Universitatea de Stat din Moscova și Institutul de Economie Națională din Moscova. În acești ani, el a condus, de asemenea, un seminar teoretic pentru economiștii aspiranți.
Până la sfârșitul vieții sale a reușit să scrie peste 40 de cărți și broșuri, peste 100 de articole. A supravegheat traducerea mai multor lucrări străine despre metodele matematice de analiză economică, a căror publicare a jucat un rol important în creșterea culturii științifice a economiștilor sovietici. Ultima sa carte, „Prețurile și formarea prețurilor în URSS în perioada de recuperare 1921-1928”, (1972), a fost publicată postum. O ediție în două volume a lucrărilor științifice selectate ale autorului, a fost publicată de editura Nauka în seria „Monumente ale gândirii economice” în anul 2000.
De-a lungul vieții sale, s-a ocupat în principal de problemele statisticilor macroeconomice, a investigat dinamica pe termen lung a modificărilor veniturilor și prețurilor, anticipând direcția cliometrică a științei. Alte domenii ale activității de cercetare au inclus dezvoltarea metodelor economice și matematice, metodologia statisticilor economice, soluționarea problemelor de optimizare a producției agricole, etc. O influență semnificativă asupra științei economice sovietice a fost exercitată de bibliografiile lucrărilor privind statisticile interne și mondiale și modelarea economică compilate de acesta, studiile despre funcția economiilor, eficacitatea investițiilor de capital, analiza dinamicii și structurii venitului național, criteriile pentru optimitatea economiei. El a fost primul din știința mondială care a aplicat metoda „inventarului continuu” al mijloacelor fixe în evaluarea bogăției oamenilor.